# Leptodactylus fuscus
Leptodactylus fuscus és una espècie de granota que viu a l'Argentina, Bolívia, el Brasil, Colòmbia, Guaiana Francesa, Guyana, Panamà, el Paraguai, el Perú, Surinam, Trinitat i Tobago i Veneçuela.